# Distrito de Mohács
El distrito de Mohács es un distrito húngaro perteneciente al condado de Baranya.

## Localidades
El distrito está conformado por una ciudad y 25 pueblos.
Ciudad
- Mohács

Pueblos
- Bár
- Bezedek
- Dunaszekcső
- Erdősmárok
- Feked
- Görcsönydoboka
- Himesháza
- Homorúd
- Ivándárda
- Kisnyárád
- Kölked
- Lánycsók
- Lippó
- Majs
- Maráza
- Nagynyárád
- Palotabozsok
- Sárok
- Sátorhely
- Somberek
- Szebény
- Székelyszabar
- Szűr
- Udvar
- Véménd